# Cestrum mutisii
Cestrum mutisii är en potatisväxtart som beskrevs av Carl Ludwig von Willdenow, Johann Jakob Roemer och Schult. Cestrum mutisii ingår i släktet Cestrum och familjen potatisväxter. Inga underarter finns listade i Catalogue of Life.